# Arete

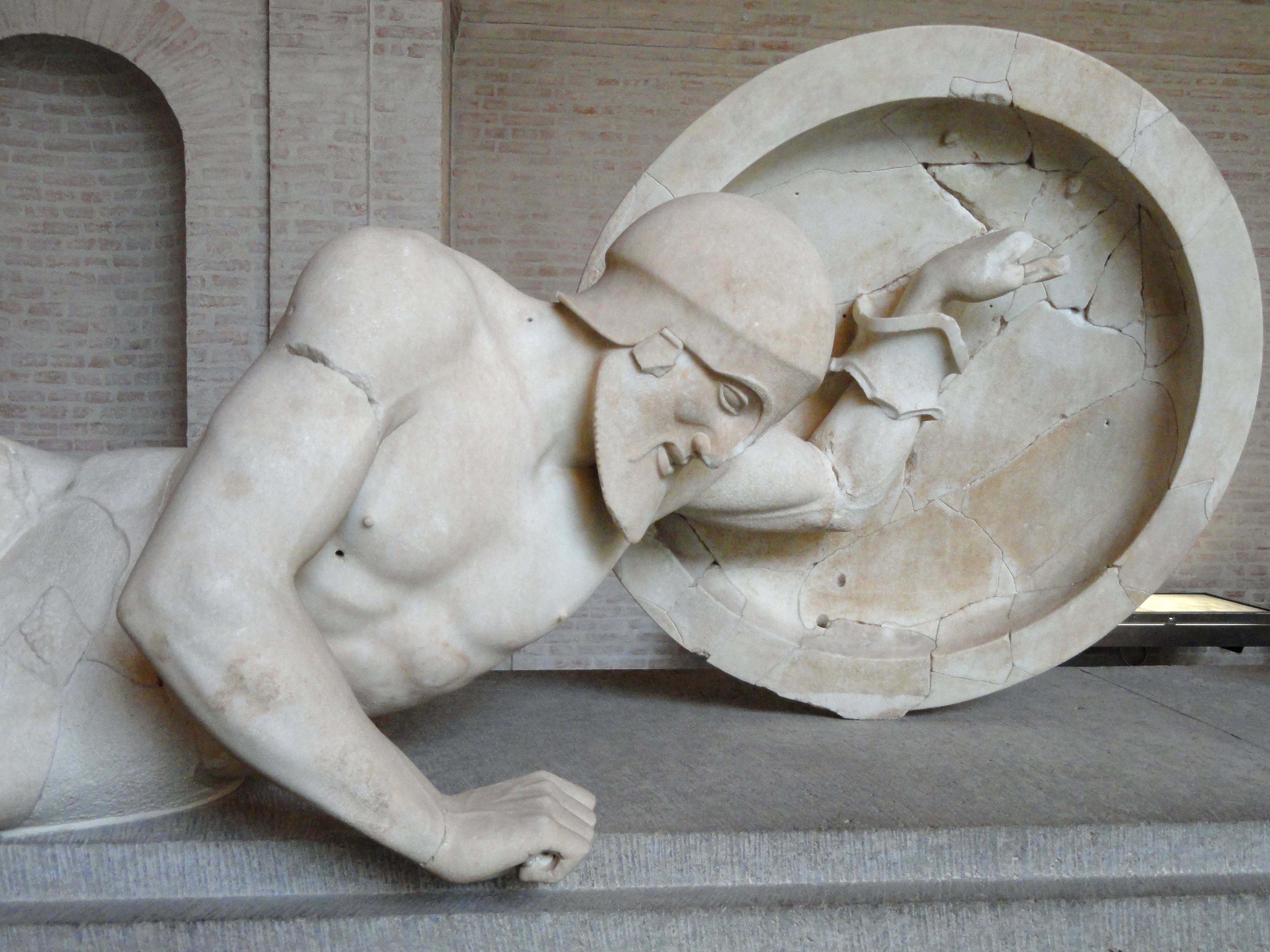
Arete im Kampf: Sterbender Krieger, 6./5. Jahrhundert v. Chr., Glyptothek, München

Das antike griechische Wort Arete (auch Aretä, altgriechisch ἀρετή aretḗ) bezeichnet allgemein die Vortrefflichkeit einer Person oder die hervorragende Qualität und den hohen Wert einer Sache. Bei Personen ist Tüchtigkeit gemeint, insbesondere im militärischen Sinn (Tapferkeit, Heldentum). Oft ist damit die Vorstellung verbunden, dass der Tüchtige auch erfolgreich sei. Anfänglich erscheint Arete als exklusives Ideal des Adels. Später wird der Begriff in breiteren Schichten aufgegriffen, vor allem in der bildungsorientierten städtischen Oberschicht. Dies führt zu einem Bedeutungswandel: Soziale Kompetenzen – insbesondere staatsbürgerliche Qualitäten und politische Führungsfähigkeit – treten in den Vordergrund.
In der antiken Philosophie war Arete als „Tugend“ ein zentraler Begriff der Tugendethik. Die unterschiedlichen philosophischen Schulrichtungen stimmten fast alle in der Annahme überein, dass eine gelungene Lebensführung und der damit verbundene Gemütszustand Eudaimonie den Besitz der Arete voraussetze. Manche Philosophen meinten sogar, die Eudaimonie bestehe in der Arete.

## Etymologie
Die Herkunft des Wortes ist unklar. Im Mittelalter wurde es etymologisch von dem Verb areskein („gefallen“, „befriedigen“) abgeleitet, und auch in der älteren Forschungsliteratur war diese Etymologie verbreitet. Nach heutigem Forschungsstand besteht aber kein direkter Zusammenhang mit diesem Verb, sondern Arete wird mit areíōn, dem Komparativ von agathós („gut“) in Verbindung gebracht. In der archaischen Zeit bezog sich agathos in Aussagen über Personen in erster Linie auf die Kampftüchtigkeit des Mannes, der als „gut“ galt, wenn er tapfer kämpfte. Ein solcher Kämpfer gehörte einer gesellschaftlichen Elite an, er war angesehen, vornehm und in der Regel wohlhabend, daher konnte agathos auch „adlig“ bedeuten. Demgemäß hatte der Komparativ areion die Hauptbedeutung „tapferer, stärker, (im Kampf) tüchtiger“.

## Arete im allgemeinen Sprachgebrauch
Im allgemeinen Sprachgebrauch der Antike bezeichnet Arete die Tüchtigkeit einer Person bei der Erfüllung ihrer besonderen Aufgaben oder die Tauglichkeit einer Sache (auch eines Tieres oder eines Körperteils) für den Zweck, dem sie dienen soll. Beispielsweise kann ein Messer, ein Auge oder ein Pferd Arete aufweisen. Bei Personen besteht Arete in einer Gesamtheit von Merkmalen, welche die Person auszeichnen und ihr Vortrefflichkeit verleihen. Das gängige Muster ist das von der homerischen Dichtung geprägte Heldenideal, das in einer Verbindung geistiger und charakterlicher Qualitäten mit körperlichen Vorzügen besteht. Der Held verkörpert dieses Ideal in seinem Leben und in seinem Tod; die Arete befähigt ihn zu überragenden Leistungen, die ihm Ruhm verschaffen. Aspekte der „Tüchtigkeit“ sind praktische Klugheit, Tapferkeit und auch körperliche Kraft. Der tüchtige Held verfügt über Tatkraft und Durchsetzungsvermögen. Sein Einsatz pflegt vom Erfolg belohnt zu werden, doch kann ihn auch Unheil treffen. Homers Götter haben ebenfalls eine Arete, und es gibt bei ihm auch eine Arete der Frauen, die sich von der männlichen Arete grundlegend unterscheidet.
Im Deutschen kann somit Arete, wenn es um die Bedeutung im nichtphilosophischen antiken Sprachgebrauch geht, mit „Gutsein“ (im Sinne eines hohen Maßes an Tauglichkeit) wiedergegeben werden. Die gängige Übersetzung mit „Tugend“ ist missverständlich und daher sehr problematisch, denn der Grundbedeutung nach ist keine Tugendhaftigkeit in einem moralischen Sinn gemeint (obwohl dies im Einzelfall auch impliziert sein kann). Erst in der Philosophie wird Arete konsequent moralisch aufgefasst.
Bei Homer kommt nur Vornehmen Arete zu, dem einfachen Volk ist sie fremd. Für Hesiod hingegen gibt es auch eine Arete der fleißigen Bauern. Damit meint er nicht nur deren Tüchtigkeit, sondern insbesondere das Gedeihen, den Erfolg ihrer Arbeit, der sich in Reichtum und Ansehen zeigt. Arete ist für Hesiod nicht vom Erfolg trennbar.
Die kriegerische Arete preist der spartanische Dichter Tyrtaios, dem es besonders auf die Todesbereitschaft ankommt. Ähnliches Gedankengut findet sich in Versen, die unter dem Namen des Theognis überliefert sind (Corpus Theognideum). Dort wird wie auch bei Tyrtaios die Leistung hervorgehoben, die der Tüchtige für den Staat erbringt. Nicht mehr die überragende individuelle Leistung, wie im homerischen Einzelkampf, sondern das Aushalten in der Schlachtreihe macht im Bürgerheer die Arete des tapferen Kriegers aus. Im Corpus Theognideum wird ein Arete-Ideal propagiert, das besonders die Gerechtigkeit als adelsspezifische Tugend in den Vordergrund stellt. Den Nichtadligen (Demokraten), die den Einfluss des Adels im Staat zurückgedrängt haben, wird ein Mangel an Arete unterstellt. Der Dichter beklagt das mangelnde Verständnis seiner Zeitgenossen für die traditionelle Arete. Er unterstellt ihnen, sie seien nur am Reichtum interessiert. Diesen hält er zwar auch für einen Aspekt der Arete, doch dürfe die Tüchtigkeit nicht auf das Vorhandensein von Besitz reduziert werden. Wichtig seien auch Gerechtigkeit, Tapferkeit, Götterverehrung, Besonnenheit und praktische Lebensklugheit.
Bei Pindar zeigt sich die Arete im sportlichen Wettkampf; einerseits ist sie Veranlagungssache, andererseits werden solche „Tüchtigkeiten“ auch erlernt. Auch die Leistung nennt Pindar Arete. Für den Lyriker Simonides von Keos sind Arete und Erfolg untrennbar; wer – auch ohne eigenes Verschulden – erfolglos bleibt, hat keine Arete, sondern ist „schlecht“.
In der archaischen und der klassischen Zeit wurde Herrschaft dadurch legitimiert, dass der Herrscher zeigen konnte, dass er über ein besonders hohes Maß an Arete verfügte. Da man solche Tüchtigkeit und Tugendhaftigkeit für erblich hielt, pflegten Machthaber ihre Abstammung mittels einer fiktiven Genealogie auf einen mythischen Heros zurückzuführen. Dies reichte aber nicht aus, vielmehr musste der Herrscher durch sein Handeln seine Arete beweisen und damit zeigen, dass seine Behauptung, einen Heros zum Ahnen zu haben, glaubwürdig war. Man nahm an, dass einem so Qualifizierten die Herrschaft von Natur aus zustand. Wer seine Herrschernatur durch Taten bewies, etwa durch militärische Leistungen, durch Siege in panhellenischen Wettkämpfen oder durch die Großtat einer Stadtgründung, dem ordnete man sich willig unter.
In der Zeit des Hellenismus wurde die Arete, wie Ehrendekrete zeigen, insbesondere mit bürgerlichen Tugenden assoziiert. Sie manifestierte sich konkret in Leistungen für das Gemeinwohl aus philanthropischer Großzügigkeit, etwa der privaten Finanzierung öffentlicher Bautätigkeit, oder in künstlerischen Beiträgen zu Festen. Auch besondere politische und diplomatische Verdienste wurden als Zeichen von Arete staatlich gewürdigt. Die Ehreninschriften stellten der Bürgerschaft die Tüchtigkeit und großherzige Gesinnung von Wohltätern als Vorbild vor Augen. Für die staatliche Gemeinschaft hatte das öffentliche Rühmen vorbildlicher Arete auch eine identitätsstiftende Wirkung.
Literarisch und poetisch personifiziert wurde Arete in der Antike nur gelegentlich; im Gegensatz zur römischen Virtus gab es keine kultische Verehrung als Gottheit. In der bildenden Kunst finden sich Darstellungen der personifizierten Arete.

## Sophistik
In der zweiten Hälfte des 5. Jahrhunderts v. Chr. machte sich in griechischen Städten, vor allem in Athen, in der Oberschicht ein breites und intensives Bildungsstreben geltend. Zur Befriedigung der Bildungsbedürfnisse waren Wanderlehrer tätig, die gegen Entgelt Unterricht erteilten. Das Bildungs- und Erziehungsangebot der Wanderlehrer, für die sich die Bezeichnung „Sophisten“ einbürgerte, orientierte sich an praktischen Zielen. Es sollten Kenntnisse und Fertigkeiten vermittelt werden, die eine aktive, erfolgreiche Teilnahme am staatlichen Leben und am Rechtswesen ermöglichten. Angestrebt wurde eine Arete, die nun nicht mehr im Sinne herkömmlicher aristokratischer Ideale aufgefasst wurde, sondern jedem hinreichend Lernfähigen in Aussicht gestellt wurde. Die Arete, welche die Sophisten und ihre zahlreichen Schüler meinten, war verbal vermittelbar. Es ging um Wissen, um eine Qualifikation, die dem sophistisch Ausgebildeten den Erfolg sichern und einen entsprechenden sozialen Rang verschaffen sollte. Der Erfolg, der schon zum traditionellen aristokratischen Tüchtigkeitsideal gehört hatte, war der zentrale Aspekt der Arete, auf die der sophistische Unterricht abzielte. Die Schüler wollten sich insbesondere politische Durchsetzungsfähigkeit aneignen.
Die Behauptung der Sophisten, Arete sei lehrbar, wurde nicht allgemein akzeptiert, sondern stieß auch auf Widerspruch. Die Gegenposition lautete, Arete sei Veranlagungssache oder werde nur durch eigene Bemühungen ohne fremdes Zutun erlangt. Die Vertreter dieser Ansicht argumentierten, es gebe keine qualifizierten Lehrer der Arete; im Unterschied etwa zur Medizin könne man nicht zwischen Fachleuten und Laien unterscheiden. Berühmten, vorbildlichen Männern wie Perikles und Themistokles sei es nicht gelungen, ihre eigene Arete ihren Söhnen zu vermitteln, vielmehr hätten sich die Söhne als untüchtig erwiesen. Viele Schüler der Sophisten hätten sich die Arete im Unterricht nicht aneignen können, sondern seien erfolglos geblieben, und mancher habe sich durch Arete ausgezeichnet, ohne eine entsprechende Ausbildung erhalten zu haben.

## Arete in der Philosophie
Alle antiken Schulrichtungen, die sich mit Ethik befassten, mit Ausnahme der Kyrenaiker betrachteten Arete als Mittel zur Erlangung des von ihnen angestrebten Zustands der Eudaimonie oder sogar als ein wesentliches Element dieses Zustands. Es wurde sogar die Auffassung vertreten, Arete sei das, was die ganze Eudaimonie ausmacht. Unter Eudaimonie verstand man eine gute, gelungene Lebensführung und den damit verbundenen Gemütszustand. Der Begriff wird gewöhnlich ungenau mit „Glück“ oder „Glückseligkeit“ übersetzt; es handelt sich aber nicht um ein Gefühl.

### Sokrates

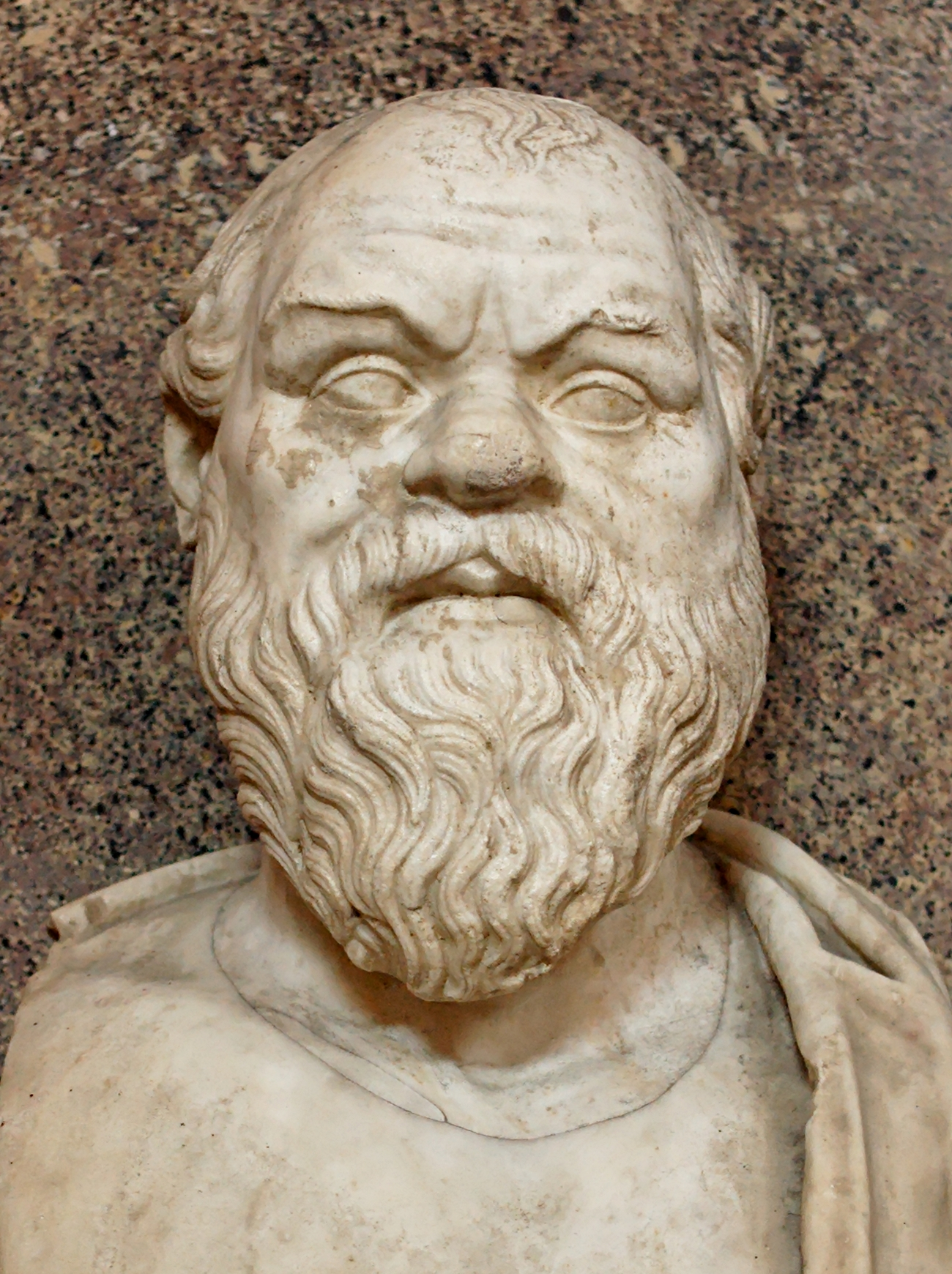
Sokrates (Büste im Museo Pio-Clementino, Vatikan)

Für Sokrates, dessen Denken um die richtige Lebensführung kreiste, war die Arete ein zentraler philosophischer Begriff, dessen Inhalt von sittlicher Qualität war. Diese Arete kann daher mit „Tugend“ wiedergegeben werden. Ein tugendgemäßes Leben zu führen, hielt Sokrates für das höchste Ziel eines jeden Menschen. Wie er sich mit dieser Thematik im Einzelnen auseinandergesetzt hat, lässt sich aber nicht mit Sicherheit feststellen. Bekannt ist nur, was der literarisch geschilderte „platonische“ (in Platons Dialogen auftretende) Sokrates dazu äußert. Die Frage nach dem Verhältnis zwischen dem platonischen Sokrates und Sokrates als historischer Persönlichkeit ist ungeklärt, eine überzeugende Rekonstruktion der Philosophie des historischen Sokrates gilt heute als unmöglich.
Nach der Auffassung des platonischen Sokrates, die Platon selbst teilt, soll der Mensch sich in erster Linie nicht um das kümmern, was „zu ihm gehört“, sondern um „sich selbst“. Mit dem, was zu einem gehört, ist der eigene Körper gemeint, der als etwas Äußerliches aufgefasst wird, das nicht Bestandteil des eigentlichen „Selbst“ ist. Noch weiter vom Selbst entfernt sind äußere Güter wie Besitz, Ansehen und Ehre. Das Selbst, dem die Fürsorge gelten soll, das „so gut und vernünftig wie möglich“ gemacht werden soll, ist die Seele. Sie ist der Träger der ethischen Verantwortung, allein in ihrem „Gutsein“ besteht die Arete. Wer das sittlich Gute tut, der lebt richtig und gelangt zur Eudaimonie. Die einzige Voraussetzung dafür ist, dass man erkennt, was das sittlich Gute ist. Diese Voraussetzung ist nicht nur notwendig, sondern auch hinreichend, denn wer weiß, was das Gute ist, der wird es zwangsläufig auch immer tun. Somit beruht die Tugend ausschließlich auf dem Wissen, denn aus dem Wissen über das Gute ergibt sich mit zwingender Notwendigkeit ein Leben gemäß der Arete. Mit Wissen ist hier gemeint, dass der Wissende nicht nur begriffen hat, was ein tugendhaftes Leben ist, sondern auch versteht, dass ein solches Leben die Grundlage der Eudaimonie ist und somit in seinem ureigensten Interesse liegt. Wenn man diese Einsicht nicht nur gedanklich nachvollzogen, sondern ganz verinnerlicht hat, dann kann man nicht mehr gegen sein eigenes Interesse handeln. Ein tugendwidriges Verhalten ist nicht mehr möglich. Äußere Umstände – etwa der drohende Verlust äußerer Güter wie Besitz und Ansehen und sogar Lebensgefahr – können den gemäß der Arete Lebenden nicht von seinen Entscheidungen abbringen. Da der Besitz äußerer Güter für seine Eudaimonie nicht erforderlich ist, sondern diese ausschließlich auf der Arete beruht, kann er auf die äußeren Güter leicht verzichten, auf die Arete hingegen keinesfalls.
Der platonische Sokrates ist davon überzeugt, dass Tugendwissen erlangt und auch anderen vermittelt werden kann. Für ihn ist Arete grundsätzlich lehrbar und auch durch eigenes Nachdenken erkennbar, wenn man über eine entsprechende Veranlagung verfügt. Hinsichtlich der praktischen Umsetzung des theoretischen Grundsatzes der Lehrbarkeit äußert er sich allerdings skeptisch, da das Wesen der Arete nicht hinreichend geklärt sei. In seiner Auseinandersetzung mit dem Sophisten Protagoras bestreitet er die Lehrbarkeit sogar, doch argumentiert er dort nicht prinzipiell, sondern nur empirisch gegen sie. Dabei geht es ihm um die Überprüfung des Anspruchs von Sophisten wie Protagoras, Lehrer der Arete zu sein. Dem Grundsatz der Lehrbarkeit widerspricht anscheinend auch die Überzeugung des historischen Sokrates, dass er selbst – ebenso wie alle anderen – ein Nichtwissender sei (verfälschende Kurzformel: Ich weiß, dass ich nichts weiß). Tatsächlich hat der historische Sokrates offenbar betont, dass er über kein unumstößliches „Wissen“ im Sinne einer auf zwingender Beweisführung basierenden Wahrheitskenntnis verfüge. In diesem Sinne lässt Platon Sokrates feststellen, er wisse nicht, was Arete ist, und er kenne auch niemanden, der es wisse. Dennoch konnte Sokrates das Tugendwissen als eine Art von Wissen betrachten, wenn er dabei von einem anderen Wissensverständnis ausging (Wissen in einem schwächeren Sinn). Nach dieser Bedeutung handelt es sich um eine Gewissheit, die sich ergibt, wenn alle Falsifikationsversuche gescheitert sind. Die Auffassung des platonischen Sokrates von der Lehrbarkeit des Tugendwissens ist demnach mit der erkenntnistheoretischen Skepsis des historischen Sokrates vereinbar und kann von ihm vertreten worden sein.
Die Ansicht des platonischen Sokrates, es gebe keine spezifisch männliche oder weibliche Tugend, sondern die Tugend sei für alle Menschen dieselbe und hinsichtlich ihrer Erreichbarkeit bestehe kein Unterschied zwischen den Geschlechtern, geht wahrscheinlich auf den historischen Sokrates zurück.

### Platon

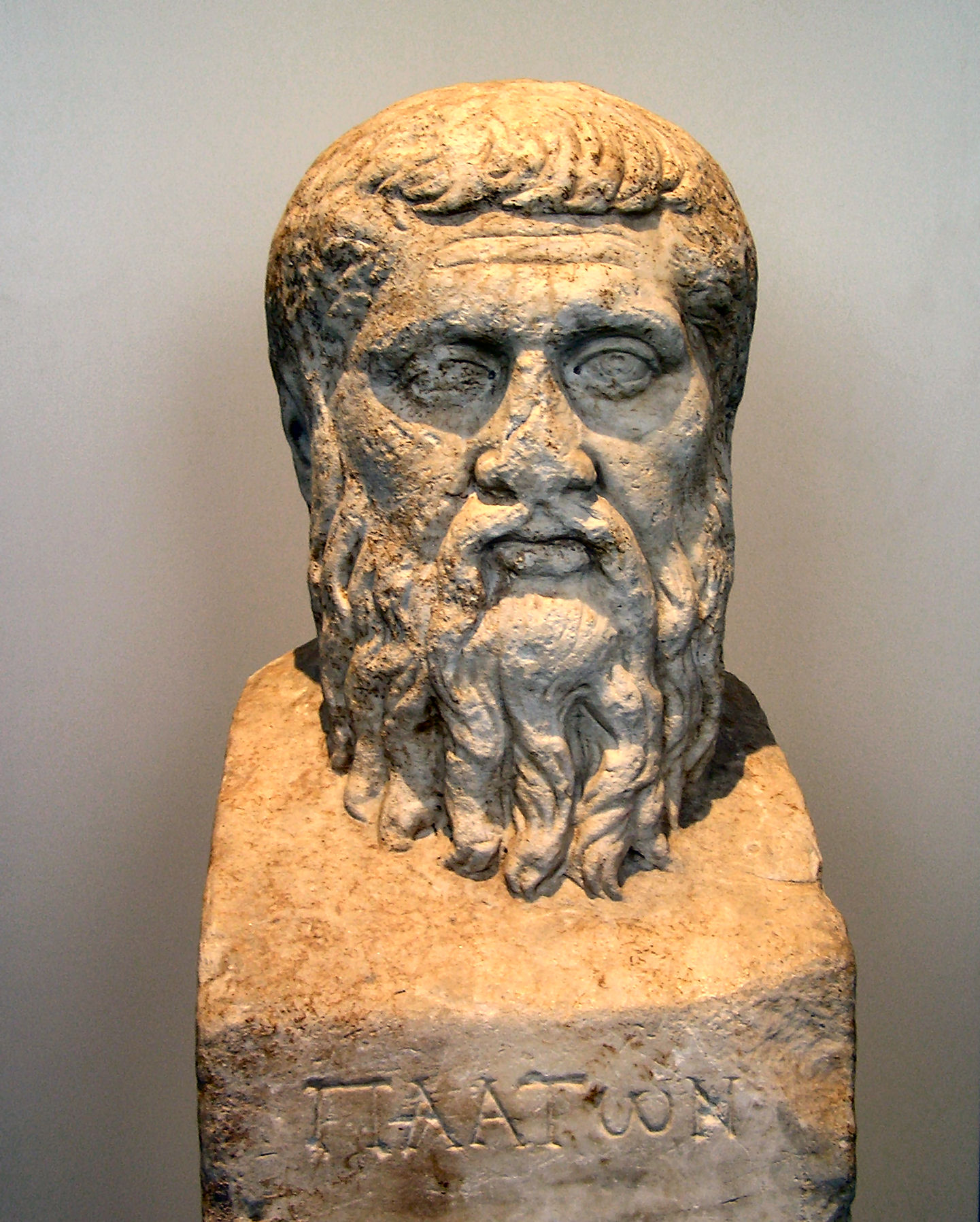
Platon (Herme im Alten Museum, Berlin)

Platon lässt in seinen Dialogen Sokrates auch Positionen vertreten, die spezifisch platonisches Gedankengut voraussetzen und daher nicht mit dem historischen Sokrates in Zusammenhang zu bringen sind. Hierzu gehören Aussagen über die Arete oder über einzelne Tugenden im Rahmen der platonischen Seelenlehre und Ideenlehre.

#### Außerphilosophische und philosophische Arete
Platon arbeitet eine eigene Tugendlehre aus, wobei er traditionelle und gängige Bedeutungsaspekte des Begriffs Arete einbezieht und sich mit herkömmlichen Ansichten auseinandersetzt. Er unterscheidet eine wahre, auf vernünftiger Einsicht beruhende Arete, die der Philosoph verwirklicht, von verbreiteten Tugendvorstellungen unterschiedlicher Art, die aus seiner Sicht nur teilweise richtig oder sogar gänzlich irrig sind. Ein nicht philosophisch fundiertes richtiges Verhalten, das als tugendhaft gilt, kann auf Gewohnheit und Erziehung oder auf einer Naturanlage basieren oder aus der Kalkulation der Konsequenzen von Handlungen resultieren. Platon verwirft eine so motivierte Praxis nicht, sondern untersucht sie kritisch und billigt ihr teilweise eine Berechtigung zu. So anerkennt er den Wert des richtigen staatsbürgerlichen Verhaltens von Nichtphilosophen, das für den Fortbestand des Staates unerlässlich ist. Zwar praktizieren philosophisch Ungebildete das, was sie für Tugend halten, nicht um seiner selbst willen, sondern weil sie nach Ruhm streben und sich ohne kritische Reflexion an einer gesellschaftlich akzeptierten Wertordnung orientieren, doch kann ihre Tätigkeit dennoch nützlich sein. Da solche Tugendvorstellungen nicht auf Wissen beruhen, handelt es sich nicht um echte Tugend. Es sind nur Meinungen, die richtig sein können, ohne dass ihre Vertreter verstehen, warum sie richtig sind.
Im Sinne des allgemeinsprachlichen Arete-Begriffs („Gutsein“, „Tauglichkeit“), der sich auch auf Tiere und Gegenstände bezieht, betrachtet Platon Arete generell als Verwirklichung des Wesens der guten, tauglichen Sache bzw. der tugendhaften Person. Der Träger der Arete verwirklicht sein Wesen, wenn er so ist, wie er seiner eigenen Natur und Bestimmung nach sein soll. In diesem Zustand kann die betreffende Person oder Sache ihre spezifische Aufgabe optimal erfüllen und die Rolle spielen, die ihr von Natur aus zukommt.

#### Die Frage der Lehrentwicklung
Unklar ist, inwieweit sich Platon im Verlauf seiner philosophischen Entwicklung von den ursprünglich einfachen und radikalen Thesen des sokratischen Ansatzes entfernt und differenziertere Positionen bezogen hat. Hierzu gehört die Frage, ob er an der absoluten Bedeutungslosigkeit äußerer Güter und Umstände wie Gesundheit und Erfolg für die Eudaimonie festgehalten oder ihnen eine wenn auch geringe Rolle zugebilligt hat. Im Dialog Politeia lässt er Sokrates darauf hinweisen, dass äußere Güter unter Umständen bei der Vervollkommnung der Seele hilfreich sein können. Auch die radikale Behauptung in frühen Dialogen, aus dem Tugendwissen ergebe sich die Tugendpraxis zwangsläufig und Unwissenheit sei der einzige Grund für Unrechttun, scheint Platon im Zuge der Ausarbeitung seiner Seelenlehre durch Einschränkungen relativiert zu haben. Bei der Darlegung der Seelenlehre setzt er sich eingehend mit der Existenz und dem Einfluss des Irrationalen in der Seele auseinander und zieht die innerseelischen Konflikte zwischen der Vernunft und irrationalen Faktoren in Betracht. Dabei räumt er die Möglichkeit ein, dass trotz vorhandenen Wissens eine vernunftwidrige Seeleninstanz zeitweilig vorherrschen kann und auch körperliche Affekte die Urteilskraft beeinträchtigen können. Doch sind solche divergierenden Aussagen nicht notwendigerweise als Widersprüche oder Belege für eine Meinungsänderung zu deuten. Vielmehr ist zu berücksichtigen, dass in den verschiedenen Dialogen je nach der Gesprächssituation und Gesprächsstrategie unterschiedliche Gesichtspunkte betont oder einseitig herausgestellt werden.

#### Die Grundtugenden und ihre Einheit
Platon nimmt vier Grundtugenden an, die seit dem Mittelalter unter der Bezeichnung Kardinaltugenden bekannt sind: Besonnenheit (sōphrosýnē), Tapferkeit (andreía), Gerechtigkeit (dikaiosýnē) und Weisheit (sophía oder phrónēsis). Außerhalb dieses Viererschemas steht die Frömmigkeit (hosiótēs), die ebenfalls eine wichtige Tugend ist. Die Gerechtigkeit sorgt für das harmonische Verhältnis der anderen drei Grundtugenden. In der Seele hat jede Tugend ihren Zuständigkeitsbereich, in dem sie herrschen soll. Die Gerechtigkeit ist die Tugend der Gesamtseele, sie strukturiert das ganze System und hält die innerseelische Ordnung aufrecht. Die anderen Grundtugenden sind den drei Seelenteilen zugeordnet: die Weisheit dem obersten Teil, dem logistikón (Vernunft), die Tapferkeit dem thymoeidés, dem „Muthaften“ (Affektvermögen), die Besonnenheit dem epithymētikón, dem Triebhaften, das den niedrigsten Teil der Seele bildet. Der triebhafte Seelenteil, der auf die Befriedigung körperbezogener Lust hingeordnet ist, gleicht einem wilden Tier. Er soll sich unterordnen, wofür die Vernunft mit Unterstützung des Mutes zu sorgen hat, und bedarf einer strikten Lenkung.
Neben den durch philosophische Erkenntnis erworbenen Tugenden gibt es auch eine persönliche Veranlagung zur einen oder anderen Tugend. Sie muss durch Erziehung reguliert werden, damit keine Einseitigkeit auftritt und die innerseelische Ordnung stört.
Eine wichtige Rolle spielt die Frage nach der Einheit der Tugenden. Sie wird in den Dialogen erörtert, aber nicht geklärt. Ein auf Einheit deutender Umstand ist, dass alle Tugenden auf das Gute zielen und Kenntnis des Unterschieds zwischen Gutem und Schlechtem erfordern. Von welcher Art die Einheit nach Platons Verständnis ist, ist allerdings unklar. In der Forschung ist diskutiert worden, ob die Einheit nur als schwache Identität aufzufassen ist oder von einer starken Identität gesprochen werden kann. Eine schwache Identität ergibt sich aus der Annahme, dass die Tugenden so eng miteinander zusammenhängen, dass man, wenn man eine von ihnen besitzt, auch über die anderen verfügt. Darüber hinaus besteht eine starke Identität, wenn es sich nur um vier Benennungen ein und derselben Tugend handelt, wobei sich die Benennungen auf verschiedene Aspekte des Praktizierens dieser Tugend beziehen. Ob Platon letzteres für zutreffend hielt, bleibt offen. Eine zumindest schwache Identität vertritt er nur hinsichtlich der echten Tugenden, das heißt der Tugenden des Philosophen, denn bei nichtphilosophischen Menschen kann beispielsweise Tapferkeit ohne Weisheit vorkommen. Solche Tapferkeit ist für Platon keine Tugend im eigentlichen Sinn.

#### Ideenlehre und Tugendlehre
Von Platons Ideenlehre her eröffnet sich grundsätzlich die Möglichkeit eines unmittelbaren, nichtdiskursiven Zugangs zur Arete. Die Ideen, die unwandelbaren Urbilder der Einzeldinge, sind nach der Ideenlehre objektive Realitäten, die von entsprechend geschulten Menschen durch Wahrnehmung erkannt werden können. Dieser rein geistige Vorgang wird in Analogie zur Sinneswahrnehmung metaphorisch als Schau beschrieben. Im Dialog Symposion wird – allerdings ohne ausdrückliche Bezugnahme auf die Ideenlehre – ein Stufenmodell des Aufstiegs zur Wahrnehmung rein geistiger, den Sinnen verschlossener Bereiche dargelegt. Dieser Aufstieg gipfelt in der Anschauung des Urschönen, der Schönheit im allgemeinsten und umfassendsten Sinne, die allen Erscheinungsformen des Schönen letztlich als deren Quelle zugrunde liegt. Wer das Urschöne anschaut, der berührt die Wahrheit schlechthin. Daher kann er dann die wahre Arete „gebären“ (aus seinem eigenen Geist hervorbringen) und „nähren“. Er ist nicht mehr auf die bloßen Schattenbilder der Arete angewiesen, mit denen er es im Bereich des sinnlich Wahrnehmbaren zu tun hat, sondern erlangt die Arete selbst. Damit qualifiziert er sich dafür, ein „Gottgeliebter“ zu werden.
Einerseits ist der Zugang zur wahren Arete eine Frucht des Aufstiegs, andererseits ist Tugendhaftigkeit – speziell die Gerechtigkeit – die Voraussetzung dafür, dass man aufsteigend über den Bereich der mangelhaften und vergänglichen Einzeldinge hinausgelangt. Tugend führt den Menschen in einen göttlichen Bereich, denn sie ist Nachahmung Gottes im Sinne der Forderung Platons, der Mensch solle sich Gott angleichen, soweit dies möglich ist (homoíōsis theṓ kata to dynatón).
Eine weitere Verknüpfung von Ideenlehre und Tugendwissen ergibt sich daraus, dass im Rahmen der Ideenlehre das Tugendwissen als Wissen von den Ideen der Tugenden und vor allem von der Idee des Guten bestimmt wird.

### Antisthenes
Der Philosoph Antisthenes, dessen ethische Lehre den Ausgangspunkt für die Entstehung des Kynismus bildete, knüpfte an das Tugendverständnis seines Lehrers Sokrates an und fügte eigenes Gedankengut hinzu. Er meinte, die Arete sei lehrbar, doch bestehe sie im Handeln und bedürfe daher nicht vieler Worte; es komme nicht auf theoretische Kenntnisse an. Die Arete sei kein Privileg des Adels, sondern die wahren Adligen seien die Tugendhaften. Es gebe keine spezifisch männliche oder weibliche Tugend, sondern die Tugend sei für alle dieselbe. Als Norm stehe die Tugend über den bestehenden Gesetzen. Zwar sei die Arete für die Eudaimonie ausreichend, doch benötige man zusätzlich die Kraft eines Sokrates. Damit meinte er, es genüge nicht zu wissen, dass die Eudaimonie in der Tugend liege. Vielmehr könne man diese Erkenntnis nur dann konsequent in die Tat umsetzen, wenn man über den Gleichmut und die innere Unabhängigkeit des Sokrates verfüge. Sokrates war berühmt für seine Anspruchslosigkeit, seine Fähigkeit Strapazen zu ertragen und seine Unabhängigkeit von Meinungen und Urteilen anderer. Wer Arete und Eudaimonie anstrebt, muss sich nach der Überzeugung des Antisthenes die „sokratische Kraft“ aneignen, indem er sich plagt, sich Mühen aussetzt, überflüssige Bedürfnisse ausrottet und die naturgegebenen Elementarbedürfnisse auf die einfachste Weise befriedigt. Überflüssig ist insbesondere das Bedürfnis nach Anerkennung und Ansehen; ein ruhmloses Leben ist vorzuziehen. Die traditionelle Verbindung von Arete mit Ruhm und hohem sozialem Status ist somit bei Antisthenes aufgegeben und sogar ins Gegenteil verkehrt. Dieses Tugendkonzept wurde für den Kynismus wegweisend.

### Aristoteles

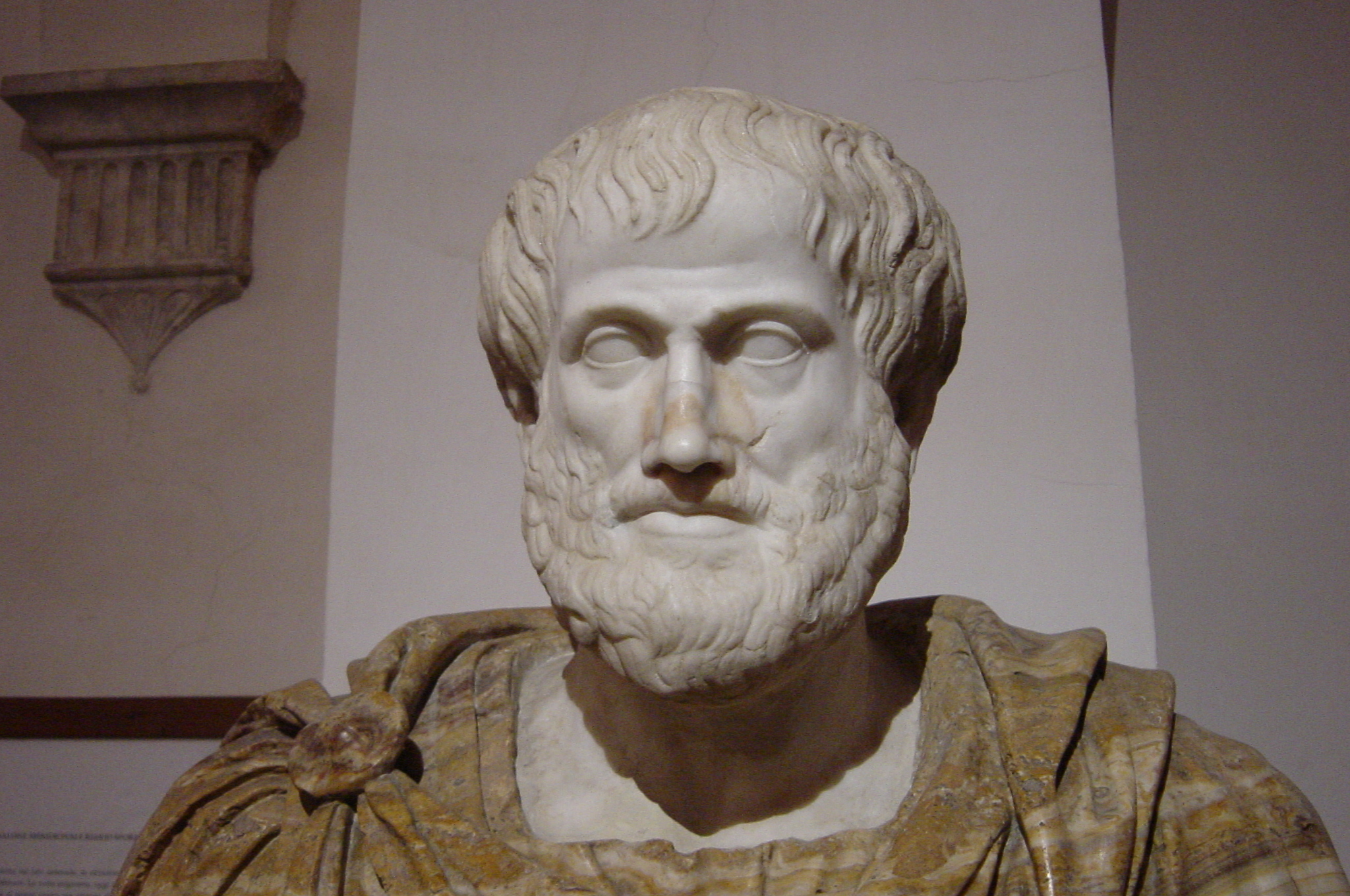
Aristoteles (Büste im Museo Nazionale Romano, Palazzo Altemps, Rom)

Aristoteles sieht wie Platon das Kriterium für das „Gutsein“ einer Person oder Sache in der Qualität ihrer spezifischen Hervorbringung, ihres Produkts oder ihrer Leistung. Ein Messer ist gut, wenn es gut schneidet, ein Auge, wenn es gut sieht. In diesem Sinne kommt einem Menschen Arete zu, wenn er das hervorbringt (in die Tat umsetzt), was seiner naturgegebenen Bestimmung als Mensch entspricht. Diese Bestimmung ist für Aristoteles die Verwirklichung der menschlichen Vernunftbegabung durch ein vernunftgemäßes Leben. Darin besteht für ihn die Arete; nur der vernünftig Lebende ist ein guter Mensch.
Ein gutes, vernunftgemäßes Leben setzt voraus, dass zwischen dem vernünftigen und dem nichtvernünftigen Teil der Seele ein Einklang erzielt wird. Der nichtvernünftige Teil, von dem die Strebungen und Affekte ausgehen, widerstrebt zwar den Forderungen der Vernunft, kann aber dazu gebracht werden, sich ihr unterzuordnen. Gemäß den unterschiedlichen Funktionen der Seelenteile unterscheidet Aristoteles zwischen zwei Klassen von Tugenden. Die „dianoetischen“ Tugenden (Verstandestugenden) Weisheit und Klugheit zeichnen den vernünftigen Seelenteil aus. Die Weisheit verschafft dem Menschen theoretisches Wissen (etwa über Metaphysik oder Mathematik), die Klugheit befähigt ihn herauszufinden, welche Handlungen für ihn unter dem Gesichtspunkt des „guten Lebens“ (Eudaimonie) gut und zuträglich sind. Die „ethischen“ Tugenden (Charaktertugenden) sorgen dafür, dass die Strebungen und Affekte mit dem, was die Vernunft verlangt, übereinstimmen. Ihr Vorhandensein oder Fehlen macht den Charakter eines Menschen aus. Zu den Charaktertugenden zählt Aristoteles die Tapferkeit, die Besonnenheit, die Freigebigkeit, die Gerechtigkeit, die Großzügigkeit, die Hochgesinntheit und die Wahrhaftigkeit. Er bezeichnet sie als durch Gewöhnung erworbene Haltungen und bestreitet, dass sie sich aus einer Anlage ergeben.
Im Zusammenwirken mit der Klugheit befähigen die Charaktertugenden den Menschen, die richtige Mitte zwischen einem Zuviel und einem Zuwenig zu finden. Beispielsweise liegt die Tapferkeit in der Mitte zwischen Furcht und Tollkühnheit. Wer in der Lage ist, bei seinen Handlungsentscheidungen die richtige Mitte zu treffen, weist auf dem Gebiet der Ethik Arete auf. Grundsätzlich ist Aristoteles der Überzeugung, dass das Mittlere zwischen zwei Extremen das Richtige und Vernunftgemäße ist (Mesotes-Lehre).
Aristoteles lehrt, die Eudaimonie liege nicht im bloßen Gutsein, im Besitz der Arete, sondern in einem dauerhaft von der Arete bestimmten Tätigsein. Damit meint er in erster Linie eine wissenschaftliche Betätigung, mit der theoretisches Wissen erlangt und dann beständig im Geist festgehalten wird. Die Betrachtung der erkannten Wahrheit über ein philosophisches Erkenntnisobjekt bedeutet für Aristoteles vollendete Eudaimonie. Im Gegensatz zu praktischem Handeln werde die geistige Tätigkeit nur um ihrer selbst willen geliebt. Sie zur Lebensaufgabe zu machen hält er für die vollkommenste Verwirklichung der Bestimmung des Menschen. Wer zu dieser idealen Lebensführung nicht in der Lage sei, der sei auf die praxisbezogenen Tugenden angewiesen, die ihm eine Eudaimonie geringeren Ranges ermöglichten. Diese Tugenden seien zweitrangig, da sie rein menschlich seien. Es sei lächerlich sich vorzustellen, dass Götter gerecht, tapfer, großzügig oder besonnen handelten. Den Göttern komme kein Handeln zu, sondern nur ein Betrachten. Daher sei die philosophische Betrachtung dasjenige menschliche Tun, das dem Wirken der Gottheit am nächsten komme. Folglich bewirke sie auch die höchste für Menschen erreichbare Eudaimonie.
Das Tätigsein gemäß der Arete reicht aber nach Aristoteles’ Meinung zur Verwirklichung der Eudaimonie nicht aus. Wer nicht über bestimmte äußere Güter verfügt, kann manche Tugenden nicht praktizieren, verfehlt also diesbezüglich die Arete. Beispielsweise setzt Freigebigkeit den Besitz von Geldmitteln voraus. Somit hängen Arete und Eudaimonie nicht ausschließlich von innerseelischen Faktoren ab, sondern auch von äußeren Umständen, auf die man keinen oder nur begrenzten Einfluss hat. Die Lehre von der Erforderlichkeit äußerer Güter ist ein markantes Merkmal der Ethik des Aristoteles und seiner Schule, des Peripatos.
Im Gegensatz zu Sokrates und Platon nimmt Aristoteles hinsichtlich der Tugenden einen Unterschied zwischen den Geschlechtern an; er geht davon aus, dass die Grundtugenden von Männern und Frauen verschieden seien.
Aristoteles verfasste nach der Gefangennahme, Folterung und Hinrichtung seines Freundes Hermias von Atarneus zum Andenken an den Verstorbenen einen Hymnus auf Areta, die personifizierte Tugend. Er redet sie als Jungfrau an und nennt sie „mühsam erringbar für das Menschengeschlecht, schönste Jagdbeute für das Leben“. Um ihretwillen sterbe man in Griechenland gern, auch Hermias sei für sie in den Tod gegangen. Der Überlieferung zufolge war Hermias unter der Folter standhaft geblieben und hatte keine Geheimnisse verraten. Damit erwies er sich aus der Sicht seiner Freunde und Bewunderer als vorbildlich tugendhafter Philosoph.

### Epikur
Epikur unternimmt eine Umwertung traditioneller philosophischer Werte. Er betrachtet die Lust, die er grundsätzlich positiv bewertet, als das wahre, naturgemäße Ziel allen Handelns. Die oberste Lust besteht für ihn in der völligen Freiheit von Schmerz oder Unlust; vgl. Hedonismus. Daher ist für ihn der Lustgewinn – das heißt die Unlustvermeidung – auch das Maß, an dem die Tugenden zu messen sind. Die Tugenden sind nicht der Zweck, auf den die Bemühungen des Philosophen abzielen, sondern nur Mittel zur Erlangung der Lust. Damit werden sie in ihrer Bedeutung drastisch herabgestuft. Als Mittel sind sie für ein möglichst unlustfreies Leben notwendig, ihre Berechtigung wird nicht bestritten, doch wird ihnen ein Wert nur insoweit zugebilligt, als sie dem Ziel der Luststeigerung dienen. Beispielsweise überwindet man mit der Tapferkeit die Furcht, die eine der Hauptquellen von Unlust ist. Die Haupttugend ist für Epikur, der das platonische Viererschema übernimmt, die Klugheit; aus ihr entspringen zwangsläufig Tapferkeit, Besonnenheit und Gerechtigkeit.

### Stoa
Zenon von Kition, der Begründer der Stoa, knüpfte an die sokratische Tradition an. Er bekannte sich zu den auf Sokrates zurückgeführten Grundsätzen, dass Arete Wissen und als solches lehrbar sei, dass sie allein die Eudaimonie ausmache und dass aus dem Tugendwissen zwangsläufig die Tugendpraxis resultiere. Zenon hielt nur die Grundtugenden Einsicht (Klugheit), Gerechtigkeit, Besonnenheit und Tapferkeit für wahre Güter und die ihnen entgegengesetzten Laster für wahre Übel; alles Übrige betrachtete er als ethisch belanglos. Er meinte, die Tugenden seien nicht voneinander zu trennen, sie bildeten eine Einheit, denn die Gerechtigkeit, die Besonnenheit und die Tapferkeit seien Einsichten bezüglich bestimmter Praxisbereiche und damit Äußerungsformen der Einsicht. Der Weise sei im dauerhaften Besitz der Tugend und damit der Eudaimonie. Dieser Besitz könne ihm niemals geraubt werden. Der bedeutende Stoiker Chrysippos von Soloi schloss sich in der Tugendlehre den Auffassungen Zenons an, aber die Unverlierbarkeit der Tugend vertrat er nur mit Einschränkungen.

### Mittel- und Neuplatonismus
In der Epoche des Hellenismus und in der römischen Kaiserzeit war die Frage, ob die Eudaimonie sich allein aus der Arete ergibt oder auch äußere Güter erfordert, das Hauptthema der kontroversen Diskussionen über die Tugendlehre. Mittelplatoniker und Stoiker bekannten sich zu dem traditionellen Grundsatz ihrer Schulrichtungen, es bedürfe nur der Tugend, während Peripatetiker an der Lehre des Aristoteles festhielten, auch äußere Güter seien relevant. Der einflussreiche Mittelplatoniker Attikos verteidigte die platonische Lehre mit Schärfe; er polemisierte gegen die peripatetische Auffassung, die Eudaimonie hänge auch von vornehmer Herkunft, körperlicher Schönheit und Wohlstand ab. Darin sah er ein niedriges und verfehltes Denken. Der Peripatetiker Kritolaos trat für eine Kompromisslösung ein, wonach äußere Güter nicht ganz belanglos, aber von sehr geringer Bedeutung sind.
Plotin, der Begründer des Neuplatonismus, nahm – an Gedanken Platons anknüpfend – eine Unterteilung in höhere und niedere Tugenden vor. Die niederen („politischen“, staatsbürgerlichen) Tugenden sind die traditionellen vier Grundtugenden. Sie haben das Verhältnis der Seele zum Körper sowie zur Umwelt zu regeln. Zum einen bestimmen sie das soziale Handeln, zum anderen beruht auf ihnen auch das Gutsein des aus Körper und Seele zusammengesetzten Menschen, denn sie sorgen dafür, dass die Seele die ihr zukommende Leitungsfunktion ausüben kann und die Affekte gezügelt werden. Daneben nahm Plotin vier analoge höhere Tugenden an, die er ebenso wie die niederen benannte (Weisheit, Besonnenheit, Tapferkeit, Gerechtigkeit), die aber in seinem System andere, rein innerseelische Funktionen haben. Sie befreien die Seele von jeder störenden Beeinflussung durch Affekte, körperliche Faktoren und äußere Umstände und verhelfen ihr damit zur Selbstgenügsamkeit. So verschaffen sie ihr eine unerschütterliche, von äußeren Umständen unbeeinflussbare Eudaimonie. Sie ermöglichen ihr, sich von der materiellen Welt zu lösen und sich einem rein geistigen, göttlichen Bereich, der intelligiblen Welt, zuzuwenden. In der intelligiblen Welt, der wahren Heimat der Seelen, gibt es keine Tugenden, da das Göttliche sie wegen seiner Vollkommenheit nicht benötigt. Solange sich aber Seelen noch in der Körperwelt aufhalten und zum Göttlichen, von dem sie sich einst abgewendet haben, zurückstreben, bedürfen sie dabei der Tugenden.
Spätere Neuplatoniker (Porphyrios, Iamblichos) erweiterten das System, indem sie weitere Tugendklassen einführten und hierarchisch ordneten. Porphyrios unterschied in seiner Schrift „Sentenzen, die zum Intelligiblen führen“ vier Tugendklassen: politische (soziale) Tugenden als niederste Klasse, ihnen übergeordnet kathartische (reinigende), theoretische und paradigmatische (archetypische) Tugenden. Er stellte fest, die sozialen Tugenden seien eine notwendige Vorstufe für die Erlangung der Tugenden der drei höheren, für die Hinwendung der Seele zum Göttlichen benötigten Klassen. Iamblichos fügte drei Klassen hinzu, womit er zu sieben Klassen gelangte. Als unterste Klasse nahm er natürliche Tugenden an, über die Tiere von Natur aus verfügen (beispielsweise die Tapferkeit des Löwen), als zweite Klasse „ethische“ Tugenden (Gewohnheitstugenden), die von Kindern und manchen Tieren durch Gewöhnung erworben werden können, ohne dass Einsicht vorhanden ist. Es folgen in seinem Schema die politischen (sozialen), kathartischen, theoretischen und paradigmatischen Tugenden. Zusätzlich führte Iamblichos die Klasse der theurgischen Tugenden ein. Hierokles von Alexandria und Damaskios betonten den hohen Wert der politischen Tugenden für die Stärkung der Seele.

## Christentum
Im Neuen Testament kommt der Begriff Arete nur viermal vor; an zwei dieser Stellen ist von menschlicher Tugend die Rede. Es handelt sich um beiläufige Erwähnungen; nähere Angaben über das mit „Tugend“ Gemeinte fehlen. Der Apostel Paulus schreibt im Philipperbrief, man solle auf die Tugenden bedacht sein. Im zweiten Petrusbrief ruft der Verfasser, der sich als der Apostel Petrus ausgibt, dazu auf, im Glauben Tugend und in der Tugend Erkenntnis zu erweisen.
Die antiken Kirchenväter griffen das philosophische Schema der vier Grundtugenden auf. Damit schufen sie die Grundlage für dessen breite Rezeption im Mittelalter und für die überragende Bedeutung der Kardinaltugenden auch in neuzeitlichen Ethiklehren. Allerdings beruhten die mittelalterlichen Tugendvorstellungen auf der Vermischung von Lehren antiker griechischer und römischer Philosophen mit christlichem Gedankengut, dessen dominierende Rolle zu einer Umformung des Tugendbegriffs in wesentlichen Aspekten führte. Die antike Arete war nur eine unter den verschiedenen Wurzeln der mittelalterlichen und frühneuzeitlichen Tugendkonzepte.
Eine Ergänzung der vier Kardinaltugenden bilden im Christentum die drei Theologischen Tugenden. Diese sind Glaube, Liebe und Hoffnung.